# Miscophus hormozganensis
Miscophus hormozganensis (лат.) — вид песочных ос рода Miscophus из подсемейства Crabroninae (триба Miscophini).

## Распространение
Южный Иран: провинция Хормозган (Bandar Abbas, Zakin).

## Описание
Длина тела 4,5 мм. Miscophus hormozganensis относится к группе видов M. bicolor и характеризуется сочетанием почти непунктированного и блестящего мезоплеврона, отчётливого медного блеска на лбу и мезосоме, а также светло-красных ног. Дорсум проподеума имеет отчётливый продольный киль и нечёткие боковые диагональные полосы. Вид сходен с M. johni Mokrousov, 2004 из Восточной Европы и России, но последний полностью чёрный, с преимущественно чёрными ногами, проподеальный дорсум только с несколькими отчётливыми диагональными полосами, и большинство экземпляров меньше 4,0 мм. Основной цвет чёрный, лицо и мезосома с медным отливом. Светло-рыжеватыми являются: мандибулы (кроме чёрной вершины), стерниты AS 1-2, тегулы и ноги, голени несколько темнее сверху. Окраска крыльев коричневая. Глаз (вид спереди) размером с половину оставшейся части лица, лицо медиально с нечёткой бороздой. Глаз (вид сбоку) в самом широком диаметре 1,5 × длины щеки. Мезоскутум и щитик мелко пунктированы, промежутки блестящие. Мезоплевры блестящие. Дорс проподеума с отчётливым медиальным килем, латерально с нечёткими диагональными полосами. Задняя и латеральные поверхности проподеума горизонтально полосатые, с некоторыми бледными волосками. Тергиты мелко пунктированно-решётчатые, блестящие. Передние ноги с двумя чёрными шипами, оба длиной до половины второго тарзального сегмента.

## Таксономия и этимология
Вид был впервые описан в 2025 году по типовым материалам из Ирана. Название вида hormozganensis дано по месту обнаружения типовой серии в провинции Хормозган.